# Zélie und Louis Martin
Marie-Azélie (Zélie) Guérin Martin (* 23. Dezember 1831; † 28. August 1877) und Louis Martin (* 22. August 1823; † 29. Juli 1894) waren die Eltern der hl. Therese von Lisieux und ihrer acht Geschwister. Sie werden in der römisch-katholischen Kirche als Heilige verehrt. Die fünf überlebenden Töchter der Martins wurden alle Nonnen. 2008 sprach Benedikt XVI. die Eheleute Martin selig. Am 18. Oktober 2015 sprach Papst Franziskus Zélie und Louis Martin im Rahmen der Bischofssynode zur Ehe- und Familienpastoral heilig.

## Zélie Martin, geb. Guérin

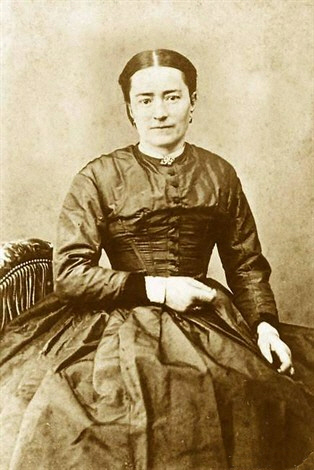
Hl. Marie-Azélie „Zélie“ Martin, geb. Guérin, um 1875

Marie-Azélie Guérin wurde in Saint-Denis-sur-Sarthon als zweite Tochter von Isidore Guérin und Louise-Jeanne Macé geboren. Ihre ältere Schwester Marie-Louise trat in den Orden von der Heimsuchung Mariens ein, ihr jüngerer Bruder Isidore wurde Apotheker. Zélie wollte eigentlich bei den Vinzentinerinnen eintreten, wurde dort aber aus gesundheitlichen Gründen als Kandidatin abgewiesen. Daraufhin fasste Zélie den Entschluss, Mutter möglichst vieler Kinder zu werden und diese auf das Leben als Priester oder in einem Orden hin zu erziehen. Sie lernte den Beruf der Spitzenmacherin und fertigte Alençon-Spitzen (eine Form der Nadel-Stickerei) für den Verkauf im familieneigenen Geschäft an. 1858 heiratete sie den Uhrmacher Louis Martin.
Marie Azélie Guérin Martin starb am 28. August 1877 in Alençon im Alter von 45 Jahren an Brustkrebs.

## Louis Martin

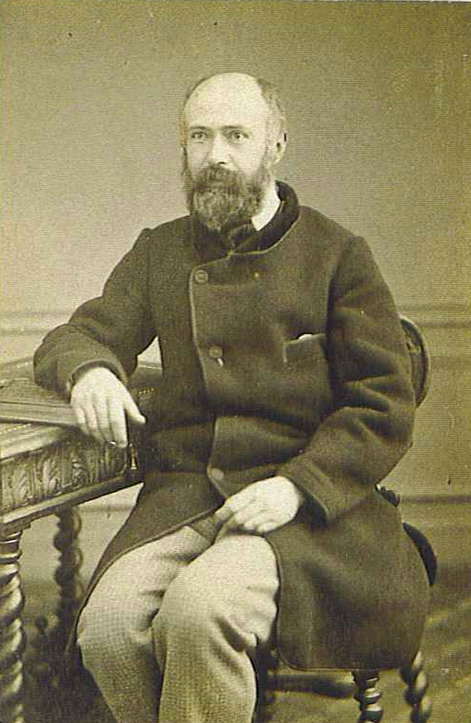
Hl. Louis Martin, um 1875

Louis Joseph Aloys Stanislaus Martin war das dritte von fünf Kindern des Ehepaares Pierre-François Martin und Marie-Anne-Fanie Boureau. Louis Martin hatte eigentlich Mönch werden wollen. Er unternahm einen Versuch, bei den Augustiner-Chorherren am Grossen St. Bernhard-Pass einzutreten, wurde dort jedoch wegen fehlender Lateinkenntnisse abgewiesen. Später wurde er Uhrmacher und heiratete nach dreimonatiger Bekanntschaft die Spitzenhändlerin Zélie Guérin.
Louis Martin unternahm mehrere Wallfahrten nach Chartres, Lourdes, nach Deutschland und Österreich, nach Rom und Konstantinopel und plante vor seinem Tod noch eine Reise ins Heilige Land. Auf dem Grundstück der Familie Martin in Alençon hatte er eine Art Einsiedelei, in der er oft den Tag mit Gartenarbeit und Gebet verbrachte. Nach dem frühen Tod seiner Frau verkaufte er deren Spitzenhandelsgeschäft und zog mit seinen Kindern zur Familie seines Schwagers nach Lisieux in der Normandie.
1889 erlitt Louis Martin zwei Schlaganfälle und verbrachte in der Folge drei Jahre in der Nervenheilanstalt Bon Saveur in Caen. 1892 kehrte er nach Lisieux zurück, wo ihn seine Töchter Céline und Léonie bis zu seinem Tod am 29. Juli 1894 im Schloss La Musse bei Évreux pflegten.

## Eheleben und Familie der Martins
Nach ihrer Heirat führten Zélie und Louis Martin fast ein Jahr lang eine Josefsehe, bevor sich die Eheleute entschieden, dem Plan Zélies zu folgen und Kinder zu bekommen. Zwischen 1860 und 1873 erblickten sieben Töchter und zwei Söhne das Licht der Welt, von denen nur fünf Töchter das Erwachsenenalter erreichten.
- Marie-Louise, genannt Marie (22. Februar 1860 – 19. Januar 1940), Sr. Marie vom heiligsten Herzen, Unbeschuhte Karmelitin im Karmel von Lisieux
- Marie-Pauline (7. September 1861 – 28. Juli 1951), M. Agnes von Jesus, Karmelitin im Karmel von Lisieux
- Marie-Léonie (3. Juni 1863 – 16. Juni 1941), Sr. Françoise-Thérèse, Salesianerin (Visitandin) in Caen. Ihr Seligsprechungsprozess wurde 2015 eingeleitet.
- Marie-Hélène (3. Oktober 1864 – 22. Februar 1870)
- Marie-Joseph (20. September 1866 – 14. Februar 1867)
- Marie Jean-Baptiste (19. Dezember 1867 – 24. August 1868)
- Marie-Céline (28. April 1869 – 25. Februar 1959), Sr. Geneviève vom hl. Antlitz, Karmelitin im Karmel von Lisieux
- Marie-Mélanie Thérèse (16. August 1870 – 8. Oktober 1870)
- Marie-Françoise-Thérèse (2. Januar 1873 – 30. September 1897), Sr. Therese vom Kinde Jesus und vom hl. Antlitz, Karmelitin im Karmel von Lisieux. 1925 heiliggesprochen.

Nach Zélies bzw. Louis’ Tod traten Pauline, Marie, Thérèse und Céline und ihre Cousine Marie Guérin in den Karmel von Lisieux ein. Léonie versuchte ihr Glück zunächst als Klarissin, musste den strengen Orden aber bereits nach wenigen Wochen verlassen. Später trat sie mehrmals bei den Salesianerinnen in Caen ein, die sie aber jeweils wegen ihrer Gesundheit nach kurzer Zeit wieder verlassen musste, bis sie schließlich nach ihrem dritten Eintritt 1899 bleiben konnte.

## Verehrung
Am 26. März 1994 stellte Papst Johannes Paul II. bei Louis und Marie-Azélie Martin das Vorliegen heroischer Tugenden fest und erklärte die Eheleute Martin zu ehrwürdigen Dienern Gottes. Am 19. Oktober 2008 wurden sie in der Basilika der hl. Therese in Lisieux wegen ihres vorbildlichen Lebenswandels und Ehelebens seliggesprochen. Die Liturgie leitete Jose Kardinal Saraiva Martins. Ihr Gedenktag ist am 12. Juli.
Während der Familiensynode 2015 wurden die Eheleute Martin am 18. Oktober 2015 heiliggesprochen.